# Premio Jabuti

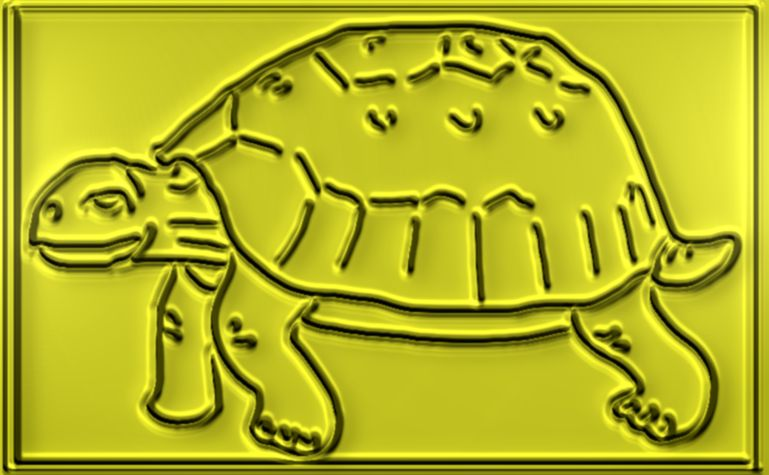
Logo del Premio Jabuti

Il Premio Jabuti (Premio Jabuti de Literatura) è il più popolare premio letterario brasiliano di letteratura. Fu creato nel 1958 da Edgard Cavalheiro, l'allora presidente della Câmara Brasileira do Livro per arricchire e dare impeto alla letteratura brasiliana: a lettori e appassionati di letteratura così come a scrittori, traduttori e illustratori, editori, case editrici e librerie è richiesto di trovare la migliore opera da premiare in 20 categorie. In portoghese, "jabuti" significa "tartarughina".

## Vincitori

### 1959
- Jorge Amado, Romanzo
- Jorge Medauar, Racconti/Cronache/Romanzi
- Asoc. Geog. Bras.(SESC S. Paulo), Studi letterari (Saggi)
- Mário da Silva Brito, Storia letteraria
- Renato Sêneca Fleury, Letteratura infantile
- Isa Silveira Leal, Letteratura giovanile
- Carlos Bastos, Illustrazioni
- Aldemir Martins, Copertina

### 1960
- Marques Rebelo, Romanzo
- Dalton Trevisan, Racconti/Cronache/Romanzi
- Ricardo Ramos, Racconti/Cronache/Romanzi
- Sosigenes Costa, Poesia
- Paulo Cavalcanti, Studi letterari (Saggi)
- Antônio Cândido, Storia letteraria
- Arnaldo Magalhães de Giacomo, Letteratura infantile
- Oswaldo Storni, Illustrazioni
- Eugênio Hirsch, Copertina

### 1961
- Maria de Lourdes Teixeira, Romanzo
- Clarice Lispector, Racconti/Cronache/Romanzi
- Olímpio de Sousa Andrade, Studi letterari (Saggi)
- Cassiano Ricardo, Poesia
- Otto Maria Carpeaux, Storia letteraria
- Breno Silveira, Traduzione di opera letteraria
- Francisco de Barros Júnior, Letteratura infantile
- Frank Schaeffer, Illustrazioni
- Clóvis Graciano, Copertina

### 1962
- Osório Alves de Castro, Romanzo
- Ricardo Ramos, Racconti/Cronache/Romanzi
- Péricles da Silva Pinheiro, Poesia
- Mário da Silva Brito, Poesia
- Lenita Miranda de Figueiredo, Letteratura adulta (autore rivelazione)
- Nair Lacerda, Traduzione di opera letteraria
- Jannat Moutinho Ribeiro, Letteratura infantile
- Isa Silveira Leal, Letteratura giovanile
- Darcy Penteado, Illustrazioni

### 1963
- Marques Rebelo, Romanzo
- Julieta de Godoy Ladeira, Racconti/Cronache/Romanzi
- Mário Chamie, Poesia
- Mário Graciotti, Studi letterari (Saggi)
- Jacob Penteado, Biografia/Memorie
- José Aderaldo Castelo, Storia letteraria
- Jorge Mautner, Letteratura adulta (autore rivelazione)
- Cecília Meireles, Traduzione di opera letteraria
- Elos Sand, Letteratura infantile
- Vicente Di Grado, Copertina

### 1964
- Francisco Marins, Romanzo
- João Antônio, Racconti/Cronache/Romanzi
- Herman Lima, Poesia
- Cecília Meireles, Poesia
- Otto Maria Carpeaux, Storia letteraria
- João Antônio, Letteratura adulta (autore rivelazione)
- Maria José Dupré, Letteratura infantile
- Florestan Fernandes, Scienze umanistiche (tranne lettere)
- Oswaldo Sangiorgi, Scienze esatte/Matematica
- Crodoaldo Pavan/Antônio Brito da Cunha/Maury Miranda, Scienze naturali/Genetica
- Percy Lau, Illustrazioni
- Ove Osterbye, Copertina

### 1965
- José Cândido de Carvalho, Romanzo
- Dalton Trevisan, Racconti/Cronache/Romanzi
- Cassiano Ricardo, Poesia
- Antônio Cândido, Poesia
- Luis Martins, Biografia/Memorie
- Wanda Myzielsky, Letteratura infantile
- Valdemar Cavalcanti, Miglior critica o notizia letteraria
- Décio de Almeida Prado, Teatro
- Erico Verissimo, Personalità letteraria dell'anno
- Ove Osterbye, Copertina

### 1966
- Érico Veríssimo, Romanzo
- Lygia Fagundes Teles, Racconti/Cronache/Romanzi
- Carlos Soulie do Amaral, Poesia
- Antônio Cândido, Studi letterari (Saggi)
- Raimundo de Menezes, Biografia/Memorie
- Eugênia Sereno, Letteratura adulta (autore rivelazione)
- Maurício Goulart, Letteratura infantile
- Noêmia Graciano/Clóvis Graciano, Illustrazioni
- Apollo Silveira, Copertina
- Décio de Almeida Prado, Miglior critica o notizia letteraria
- Antônio Cândido, Personalità letteraria dell'anno

### 1967
- José Mauro de Vasconcelos, Romanzo
- Bernardo Élis, Racconti/Cronache/Romanzi
- João Cabral de Melo Neto, Poesia
- Fernando Goes, Studi letterari (Saggi)
- Vicente de Paulo Vicente de Azevedo, Biografia/Memorie
- Maria Geralda do Amaral, Letteratura adulta (autore rivelazione)
- Maria Isaura Pereira de Queiroz, Scienze umanistiche (tranne lettere)
- Aylton Brandão Joly, Scienze naturali/Botanica
- Flávio Império, Illustrazioni
- Carlos Soulie do Amaral, Miglior critica o notizia letteraria
- Alceu Saldanha, Copertina
- Cândido Motta Filho, Personalità letteraria dell'anno

### 1968
- Bernardo Élis, Romanzo
- Marcos Rey, Racconti/Cronache/Romanzi
- Carlos Drummond de Andrade, Poesia
- Eugênio Gomes, Studi letterari (Saggi)
- Cândido Mota Filho, Biografia/Memorie
- Herman Lima, Biografia/Memorie
- Maria Helena Cardoso, Letteratura adulta (autore rivelazione)
- Thales de Andrade, Letteratura infantile
- Lúcia Machado de Almeida, Letteratura giovanile
- Léo Gilson Ribeiro, Miglior critica o notizia letteraria
- Guilherme de Almeida, Personalità letteraria dell'anno

### 1969
- Ibiapaba Martins, Romanzo
- Maria Cecília Caldeira, Racconti/Cronache/Romanzi
- Stella Carr, Poesia
- Péricles Eugênio da Silva Ramos, Studi letterari (Saggi)
- Jacob Penteado, Biografia/Memorie
- Afonso Arinos de Melo Franco, Biografia/Memorie
- Romeu Gomes Portão, Letteratura adulta (autore rivelazione)
- Jannart Moutinho Ribeiro, Letteratura infantile
- Isa Silveira Leal, Letteratura giovanile
- Renée Lefrève, Illustrazioni
- José Geraldo Nogueira Moutinho, Miglior critica o notizia letteraria
- Jayme Cortez e Nelson Palma Travassos, Copertina

### 1970
- Maria de Lourdes Teixeira, Romanzo
- Rubem Fonseca, Cuntos/Cronache/Romanzi
- Lupe Cotrim Garaude, Poesia (postumo)
- Fábio Lucas, Studi letterari (Saggi)
- Raimundo Magalhães Júnior, Biografia/Memorie
- Antônio Carlos Villaça, Letteratura adulta (autore rivelazione)
- Rachel de Queiroz, Letteratura infantile
- Rubens Borba de Moraes, Scienze umanistiche (tranne lettere)
- Paulo Nogueira Neto, Scienze naturali
- José Fonseca Fernandes, Miglior critica o notizia letteraria
- Gilberto Freyre, Personalità letteraria dell'anno

### 1971
- Lenita Miranda de Figueiredo, Romanzo
- Ricardo Ramos, Racconti/Cronache/Romanzi
- Dora Ferreira da Silva, Poesia
- Fausto Cunha, Studi letterari (Saggi)
- Vicente de Paulo Vicente de Azevedo, Biografia/Memorie
- Olga Savary, Letteratura adulta (autore rivelazione)
- Fernando Lopes de Almeida, Letteratura infantile
- Rui Carlos Camargo Vieira, Scienze esatte
- Manuel Vítor Filho, Illustrazioni
- Geraldo Galvão Ferraz, Miglior critica o notizia letteraria
- Antônio Houaiss, Personalità letteraria dell'anno

### 1972
- Luis Martins, Romanzo
- Holdemar Menezes, Racconti/Cronache/Romanzi
- Geraldo Pinto Rodrigues, Poesia
- Murilo Melo Filho, Studi letterari (Saggi)
- Cândido Motta Filho, Biografia/Memorie
- João Ubaldo Ribeiro, Letteratura adulta (autore rivelazione)
- Camila Cerqueira César, Letteratura infantile
- Lucília Junqueira de Almeida Prado, Letteratura giovanile
- Torrieri Guimarães, Miglior critica o notizia letteraria
- Péricles Eugênio da Silva Ramos, Personalità letteraria dell'anno

### 1973
- Rubens Teixeira Scavone, Romanzo
- Luiz Vilela, Racconti/Cronache/Romanzi
- Lêdo Ivo, Poesia
- Gilberto Freyre, Studi letterari (Saggi)
- Juarez Távora, Biografia/Memorie
- Ana Maria Martins, Letteratura adulta (autore rivelazione)
- Lygia Bojunga Nunes, Letteratura infantile
- Rui Ribeiro Franco, Scienze esatte
- Cândido Guinle de Paula, Miglior produzione editoriale
- Luiz Carlos Lisboa, Miglior critica o notizia letteraria

### 1974
- Lygia Fagundes Telles, Romanzo
- Elias José, Racconti/Cronache/Romanzi
- José Paulo Moreira da Fonseca, Poesia
- Nelly Novaes Coelho, Studi letterari (Saggi)
- Pedro Nava, Biografia/Memorie
- Cristina de Queiroz, Letteratura adulta (autore rivelazione)
- Maria Thereza Cunha de Giacomo, Letteratura infantile
- Mário Guimarães Ferri, Scienze naturali/Ecologia
- Paul Eydoux, Miglior produzione editoriale
- Roldão Mendes Rosa, Miglior critica o notizia letteraria

### 1975
- Adonias Filho, Romanzo
- Caio Porfírio Carneiro, Racconti/Cronache/Romanzi
- Mauro Motta, Poesia
- Ataliba Nogueira, Studi letterari (Saggi)
- Raimundo Menezes, Biografia/Memorie
- Roberto Drummond, Letteratura adulta (autore rivelazione)
- Edy Lima, Letteratura infantile
- L. C. U. Junqueira e Sérgio L. M. Salles-Filho, Scienze naturali
- Enciclopédia Mirador, Miglior produzione editoriale
- Roberto Fontes Gomes, Miglior critica o notizia letteraria

### 1976
- Ivan Ângelo, Romanzo
- Regina Célia Colônia, Racconti/Cronache/Romanzi
- Yone Giannetti Fonseca, Poesia
- Lívio Xavier, Studi letterari (Saggi)
- Paulo Duarte, Biografia/Memorie
- Raduan Nassar, Autore rivelazione - Litertaura adulta
- Ofélia Fontes e Narbal Fontes, Letteratura infantile
- Pietro Maria Bardi, Miglior produzione editoriale - Opera avulsa
- Álvaro Alves de Faria, Miglior critica o notizia letteraria

### 1977
- Herberto Sales, Romanzo
- Domingos Pellegrini Júnior, Racconti/Cronache/Romanzi
- Domingos Carvalho da Silva, Poesia
- Wilson Martins, Studi letterari (Saggi)
- Afonso Arinos de Mello Franco, Biografia/Memorie
- Paulo Emílio Salles Gomes, Letteratura adulta (autore rivelazione)
- Wander Piroli, Letteratura infantile
- Marcelo de Moura Campos, Scienze esatte
- Raul Pompéia, Miglior produzione editoriale - Opera avulsa

### 1978
- Clarice Lispector, Romanzo
- Hermann José Reipert, Racconti/Cronache/Romanzi
- Adélia Prado, Poesia
- Roberto Schwarcz, Studi letterari (Saggi)
- Paulo Duarte, Biografia/Memorie
- José Miguel Wisnik, Letteratura adulta (autore rivelazione)
- Ana Maria Machado, Letteratura infantile
- Wilson Martins, Scienze umanistiche (tranne lettere)
- Elon Lages Lima, Scienze esatte
- Edson Pereira dos Santos, Scienze naturali
- Milton Vargas, Scienze (Tecnologia)
- Hans Reichardt, Traduzione di opera scientifica
- Omar Kayyann, Miglior produzione editoriale - Opera avulsa
- Renee Lefreve e F.L. Fonseca, Miglior libro d'arte
- Antônio Cândido, Personalità letteraria dell'anno

### 1979
- Mário Donato, Romanzo
- Sônia Coutinho, Racconti/Cronache/Romanzi
- Leila Coelho Frota, Poesia
- Davi Arrigucci Júnior, Studi letterari (Saggi)
- Cyro dos Anjos, Biografia/Memorie
- Augusto de Campos, Traduzione di opera letteraria
- Joel Rufino dos Santos, Letteratura infantile
- Adofo Crippa, Scienze umanistiche (tranne lettere)
- Cláudio Luchesi, Tomaz Kowaltowski, János Simon, Imre Simon e Istvam Simon, Scienze esatte
- Mário Guimarães Ferri, Scienze naturali
- Maurício Prates de Campos Filho, Scienze (Tecnologia)
- Eugênio Amado, Traduzione di opera scientifica
- Hélio Pólvora e Telmo Padilha, Miglior produzione editoriale - Opera avulsa
- Mário de Andrade, Miglior libro d'arte
- Correio do Povo, Miglior critica o notizia letteraria
- Martha Azevedo Pannuzio, Premio Jannart Moutinho Ribeiro
- Alceu Amoroso Lima, Personalità letteraria dell'anno

### 1980
- Fernando Sabino, Romanzo
- Modesto Carone, Racconti/Cronache/Romanzi
- Sebastião Uchoa Leite, Poesia
- Sérgio Buarque de Holanda, Studi letterari (Saggi)
- Fernando Gabeira, Biografia/Memorie
- Mário Leônidas Casanova, Letteratura adulta (autore rivelazione)
- Bruno Palma, Traduzione di opera letteraria
- Elvira Vigna, Letteratura infantile
- Haroldo Bruno, Letteratura giovanile
- Eduardo Etzel, Scienze umanistiche (tranne lettere)
- Marcelo de Moura Campos, Scienze esatte
- José Hortêncio de Medeiros Sobrinho, Scienze naturali
- Luiz Geraldo Mialhe, Scienze (Tecnologia)
- Bernard Aubert, Traduzione di opera scientifica
- Afonso Ávila, João Marcos Contijo e Reinaldo Guedes, Miglior produzione editoriale - Opera avulsa
- Jornal do Brasil, Rádio Jovem Pan, Revista Veja e TV Cultura, Miglior critica o notizia letteraria
- Ary Quintela, Prêmio Jannart Moutinho Ribeiro
- Gilberto Freyre, Personalità letteraria dell'anno

### 1981
- Dyonélio Machado, Romanzo
- José J. Veiga, Racconti/Cronache/Romanzi
- Rubens Rodrigues Filho, Poesia
- Gilda de Mello e Souza, Studi letterari (Saggi)
- Alfredo Sirkis, Biografia/Memorie
- João Gilberto Noll, Letteratura adulta (autore rivelazione)
- Martha Calderaro, Traduzione di opera letteraria
- Mirna Pinsk, Letteratura infantile
- Carlos Moraes, Letteratura giovanile
- Nicolas Boer, Scienze umanistiche (tranne lettere)
- Luciano Francisco Pacheco do Amaral, Scienze esatte
- Antônio Branco Lefrève e Aron Judka Diament, Scienze naturali
- Rubens Guedes Jordão, Scienze (Tecnologia)
- Antônio Brito da Cunha e Mário Guimarães Ferri, Traduzione di opera scientifica
- Walmir Ayala, Miglior produzione editoriale - Opera avulsa
- Carlos Roberto Maciel Levy, Miglior libro d'arte
- Jornal da Tarde, Miglior critica o notizia letteraria - quotidiano
- Rádio Gazeta, Miglior critica o notizia letteraria - radio
- Revista Veja, Miglior critica o notizia letteraria - rivista
- Rede Globo, Miglior critica o notizia letteraria - televisione
- Naumin Aizes, Prêmio Jannart Moutinho Ribeiro
- Mário Quintana, Personalità letteraria dell'anno

### 1982
- Sylviano Santiago, Romanzo
- Autran Dourado, Racconti/Cronache/Romanzi
- Francisco Alvim, Poesia
- Adélia Bezerra de Menezes, Studi letterari (Saggi)
- Frei Betto, Biografia/Memorie
- Marilene Felinto, Letteratura adulta (autore rivelazione)
- Ismael Cardim, Traduzione di opera letteraria
- Sérgio Caparelli, Letteratura infantile
- João Carlos Marinho, Letteratura giovanile
- Aracy Amaral, Scienze umanistiche (tranne lettere)
- Remolo Ciola, Scienze esatte
- Breno Augusto dos Santos, Scienze naturali
- Eugênio Amado, Traduzione di opera scientifica
- Hernâni Donato, Miglior produzione editoriale - Opera avulsa
- Ziraldo Alves Pinto, Miglior libro d'arte
- Jornal do Brasil, Miglior critica o notizia letteraria - quotidiano
- Rádio Excelsior, Miglior critica o notizia letteraria - radio
- Revista Isto É, Miglior critica o notizia letteraria - rivista
- TV Cultura, Miglior critica o notizia letteraria - televisione
- Roberto Gomes, Premio Jannart Moutinho Ribeiro
- Josué Montello, Personalità letteraria dell'anno

### 1983
- José J. Veiga, Romanzo
- Sérgio Sant'Anna, Racconti/Cronache/Romanzi
- Orides Fontela, Poesia
- Boris Schaiderman, Studi letterari (Saggi)
- Rudá de Andrade, Biografia/Memorie
- Marcelo Rubens Paiva, Letteratura adulta (autore rivelazione)
- José Paulo Paes, Traduzione di opera letteraria
- Sílvia Orthof, Letteratura infantile
- Bartolomeu Campos Queiroz, Letteratura giovanile
- Sérgio Caparelli, Scienze umanistiche (tranne lettere)
- Tomaz Kowaltowski, Scienze esatte
- Eduardo Celestino Rodrigues, Scienze (Tecnologia)
- Regina Yolanda, Illustrazioni
- Donato Mello Júnior, Miglior libro d'arte
- Jornal da Tarde, Miglior critica o notizia letteraria - quotidiano
- Rádio Excelsior, Miglior critica o notizia letteraria - radio
- Revista Visão, Miglior critica o notizia letteraria - rivista
- TV Cultura, Miglior critica o notizia letteraria - televisione
- Luís Dias Cobra, Premio Jannart Moutinho Ribeiro
- Pedro Nava, Personalità letteraria dell'anno

### 1984
- Rubem Fonseca, Romanzo
- Caio Fernando Abreu, Racconti/Cronache/Romanzi
- Hilda Hilst, Poesia
- Flávio Aguiar, Studi letterari (Saggi)
- Nancy Fernandes e Maria Teresa Vargas, Biografia/Memorie
- Iola de Oliveira Azevedo, Letteratura adulta (autore rivelazione)
- Paulo Rónai, Traduzione di opera letteraria
- Camila Cerqueira César, Letteratura infantile
- Jane Tutikian, Letteratura giovanile
- Dino Preti, Scienze umanistiche (tranne lettere)
- Ricardo Mane, Scienze esatte
- Celso Penteado Serra, Scienze (Tecnologia)
- W. R. Lodi e A. A. Simões, Traduzione di opera scientifica
- Walter Ono, Illustrazioni
- Folha de São Paulo, Miglior critica o notizia letteraria - quotidiano
- Rádio USP, Miglior critica o notizia letteraria - radio
- Revista Fatos e Fotos, Miglior critica o notizia letteraria - rivista
- TV Cultura, Miglior critica o notizia letteraria - televisione

### 1985
- João Ubaldo Ribeiro, Romanzo
- Charles Kiefer, Racconti/Cronache/Romanzi
- Alphonsus de Guimaraens Filho, Poesia
- Leonardo Arroyo, Studi letterari (Saggi)
- Vera D'Horta Beccari, Biografia/Memorie
- Flora Sussekind, Letteratura adulta (autore rivelazione)
- Aila de Oliveira Gomes, Traduzione di opera letteraria
- Luís Galdino, Letteratura infantile
- Giselda Laporta Nicoles e Ganymédes José, Letteratura giovanile
- Antônio Paim, Scienze umanistiche (tranne lettere)
- J. Berroca, M. Assumpção, R. Antezana e C. M. Dias Neto, Scienze esatte
- Pedro da Silva Telles, Scienze (Tecnologia)
- Maria da Penha Villalobos e Lolio Lourenço Oliveira, Traduzione di opera scientifica
- Tato, Illustrazioni
- O Globo, Miglior critica o notizia letteraria - quotidiano
- Rádio USP, Miglior critica o notizia letteraria - radio
- Revista Veja, Miglior critica o notizia letteraria - rivista
- TV Globo, Miglior critica o notizia letteraria - televisione

### 1986
- Rubem Mauro Machado, Romanzo
- Sérgio Sant'Anna, Racconti/Cronache/Romanzi
- Armando Freitas Filho, Poesia
- José Paulo Paes, Studi letterari (Saggi)
- Joel Silveira, Biografia/Memorie
- Antônio Fernando de Franceschi, Letteratura adulta (autore rivelazione)
- Péricles Eugênio da Silva Ramos, Traduzione di opera letteraria
- Pedro Bandeira, Letteratura infantile
- Mustafá Yazbek, Letteratura giovanile
- Mariano Carneiro da Cunha, Scienze umanistiche (tranne lettere)
- Magda Adelaide Lombardo, Scienze (Tecnologia)
- Waldiane Cossermelli Velluntini, Traduzione di opera scientifica
- Luís Camargo, Illustrazioni
- Folha de São Paulo, Miglior critica o notizia letteraria - quotidiano
- Rádio Jovem Pan, Miglior critica o notizia letteraria - radio
- Revista Veja, Miglior critica o notizia letteraria - rivista
- TV Globo, Miglior critica o notizia letteraria - televisione

### 1987
- Maria Adelaide Amaral, Romanzo
- Ilka Brunhilde Laurito, Poesia
- Benedito Nunes, Studi letterari
- Arthur Rosenblant Nestrovski, Autore rivelazione
- José Lino Grünewald, Traduzione
- Maria Heloísa Penteado, Letteratura infantile
- Antônio Barros de Castro e Francisco Pires Souza, Scienze umanistiche
- Augusto Ruschi, Scienze naturali
- Helena Alexandrino, Illustrazioni

### 1988
- Emil Farhat, Romanzo
- Moacyr Scliar, Racconti/Cronache/Romanzi
- Antônio Fernando de Franceschi, Poesia
- Roberto Schwarcz, Studi letterari (Saggi)
- Ana Carolina Medeiros Assed, Letteratura adulta (autore rivelazione)
- José Paulo Paes, Traduzione di opera letteraria
- Vilma Areas, Letteratura infantile
- José Mariano Amabis e Gilberto Rodrigues Martho, Scienze naturali
- Waldiane Cossermelli Velluntini, Traduzione di opera scientifica
- Ciça Fittipaldi, Illustrazioni
- Oswald de Andrade, Miglior produzione editoriale - Opera avulsa
- Thaís Guimarães, Miglior produzione editoriale - infantile/giovanile
- Jornal da Tarde, Miglior critica o notizia letteraria - quotidiano
- Rádio Eldorado, Miglior critica o notizia letteraria - radio
- Revista Veja, Melhor crítica ou notícia literária - rivista
- TV Globo, Miglior critica o notizia letteraria - televisione

### 1989
- Maria Alice Barroso e Renato Modernell, Romanzo
- Caio Fernando Abreu, Racconti/Cronache/Romanzi
- Francisco Alvim e Alice Ruiz, Poesia
- Celso Lafer, Studi letterari (Saggi)
- João Moura Júnior, Letteratura adulta (autore rivelazione)
- José Lino Grünewald e Modesto Carone, Traduzione di opera letteraria
- Ricardo Azevedo, Letteratura infantile
- Vivina de Assis Viana, Letteratura giovanile
- Ary D'Azul ed altri, Scienze (Tecnologia)
- Helena Alexandrino, Illustrazioni

### 1990
- Milton Hatoum, Romanzo
- Diogo Mainardi, Racconti/Cronache/Romanzi
- Manoel de Barros, Poesia
- João Adolfo Hansen, Studi letterari (Saggi)
- Ana Miranda, Letteratura adulta (autore rivelazione)
- Paulo César Souza, Traduzione di opera letteraria
- Ruth Rocha, Letteratura infantile
- Ilka Brunhilde Laurito, Letteratura giovanile
- Olgária Matos, Scienze umanistiche (tranne lettere)
- Ciça Fittipaldi, Illustrazioni
- Nelson B. Peixoto e João M. Sales, Miglior produzione editoriale - Opera avulsa
- Ziraldo, Miglior produzione editoriale - infantile/giovanile
- Ettore Bottini, Copertina

### 1991
- Zulmira Ribeiro Tavares, Romanzo
- Rosa Amanda Strauz, Racconti/Cronache/Romanzi
- Affonso Ávila, Poesia
- José Murilo de Carvalho, Studi letterari (Saggi)
- Haroldo de Campos, Traduzione di opera letteraria
- José Paulo Paes, Letteratura infantile
- Ricardo Azevedo, Letteratura giovanile
- Luiz Maia, Illustrazioni
- Tatiana Belinky, Miglior produzione editoriale - infantile/giovanile
- Moema Cavalcanti, Copertina

### 1992
- Chico Buarque de Holanda, Romanzo
- Carlito Azevedo, Poesia
- João José Reis, Studi letterari (Saggi)
- Ivo Barroso, Traduzione di opera letteraria
- Stella Carr, Letteratura giovanile
- Samia M. Tauk/Nivar Gobbi/Haroldo G. Fowler (organizzatori), Scienze naturali
- Graça Lima, Illustrazioni
- Vinícius de Moraes, Miglior produzione editoriale - opera collezione
- Alexandre Martins Fontes, Copertina

### 1993
- Filomena(?), Rachel de Queiroz, João Silvério Trevisan, José J. Veiga, Moacyr Scliar e Silviano Santiago, Romanzo
- Vilma Areas, João Antônio, Otto Lara Rezende, Rubem Fonseca e Charles Kiefer, Racconti/Cronache/Romanzi
- Arnaldo Antunes, Moacyr Amâncio, Carlos Drummond de Andrade, Haroldo de Campos/Inês Oseki-Depré e João Cabral de Mello Neto, Poesia
- Octavio Ianni, Antônio Cândido, Jerusa Pires Ferreira, Alberto Dines e Leyla Perrone-Moysés, Studi letterari (Saggi)
- Carlos Nougue, Eric Nepomuceno, Barbara Heliodora, M. Hashimoto e Augusto de Campos, Traducciones
- Angela Carneiro, Marina Colasanti, Lygia Bojunga Nunes, João Guimarães Rosa e Angelo Machado, Letteratura infantile/giovanile
- Eni Puccinelli Orlandi, Alfredo Bosi, Manuela Carneiro da Cunha, José de Souza Martins e Adauto Novaes, Scienze umanistiche (tranne lettere)
- Djalma Nunes Paraná, Ademaro A. M. B. Cotrim, Paulo S. G. Magalhães/Luiz A. B. Cortez, Antônio N. Yossef/Vicente P. Fernandez e Bongiovani/Vissoto/Laureano, Scienze esatte
- Kenitiro Suguio, Leonor Patrícia Morellato, Paulo Eiro Gonsalves, Irany Novah Moraes, José R. C. Brás e Yara M. M. Castiglia, Scienze naturali
- Luiz Carlos Bresser Pereira, Vera Thorstensen, Gutemberg de Macedo, Idalberto Chiavenato e Vera Helena M. Franco, Economia
- Rubens Matuck, Roger Mello, Cláudio Martins, Helena Alexandrino e Eva Furnari, Illustrazioni
- Italo Calvino, Ruth Rocha e Otávio Roth, Miglior produzione editoriale - opera collezione
- Ângela Lago, Maria José Palo, Ruth Rocha, Otávio Roth, Jean Marzollo e José Paulo Paes, Miglior produzione editoriale - infantile/giovanile
- Georgina O'Hara, Manuela Carneiro da Cunha, Anna Bittencourt, Ana Mariani e Kazuo Wakabayashi, Miglior produzione editoriale - libro di testo
- Víctor Burton, Hélio Almeida e Moema Cavalcanti, Copertina
- André Barcinski, Gilberto Dimenstein, Luciano Suassuna/Luis Costa Pinto, Caco Barcelos e G. Krieger/Luis A. Novaes/Tales Faria, Reportage

### 1994
- Isaías Pessotti, João Gilberto Noll e Otto Lara Resende, Romanzo
- Nelson Rodrigues, Marcos Rey e Hilda Hilst, Racconti/Cronache/Romanzi
- Vinícius de Moraes, Rubem Braga, Frederico Barbosa e Marina Colasanti, Poesia
- Marisa Lajolo, Antônio Cândido, Carlos Alberto Cerqueira Lemos, Miriam Moreira Leite e Eduardo Giannetti da Fonseca, Studi letterari (Saggi)
- Leo Cunha, Letteratura adulta (autore rivelazione)
- Octavio Paz/Iadir Dupont, Laura Esquivel/Marcelo Cipis, Haroldo de Campos, Robert de Boron/Heitor Megale R. M. Rilk/José Paulo Paes e William Blake/Paulo Vizioli, Traducciones
- Marina Colasanti, Luiz Antônio Aguiar e Jorge Miguel Marinho, Letteratura infantile/giovanile
- José de Souza Martins, Guiomar Namo de Mello, e Maria Alice Rosa Ribeiro, Scienze umanistiche (tranne lettere)
- Elizabeth Hofling/Hélio F. A. Camargo, José Rubens Pirani/Marilda C. Laurino e Walter de Paula Lima, Scienze naturali
- Geraldo Ávila, Newton da Costa e Jorge M. R. Fazenda, Scienze esatte e Tecnologia
- João Paulo dos Reis Velloso, Marco Gouveia de Souza/Arthur Nemer, Roberto Muylaert e Fundação Dom Cabral, Economía, administración y negócios
- Tatiana Belinky, Marcelo Xavier, Ângela Lago e Léo Cunha, Illustrazioni
- Amyr Klink/Hélio de Almeida, Bruno de Menezes e Darlene Dalto/Célia Eid, Miglior produzione editoriale - Opera avulsa
- Laura Esquivel/Marcelo Cipis, Ivan T. Halask/Marina Mayumi e Darlene Dalto/Célia Eid, Copertina
- Yone de Mello, Carlos Amorim e Sérgio Sistre/Ary Diesendruck, Reportage
- C. Pires/M. Nunes/M. Toledo, Gilberto Dimenstein, D. R. Michaloskey/R. F. Batista Teixeira e Íris Stern, Didattica

### 1995
- Jorge Amado, João Silvério Trevisan e José Roberto Torero, Romanzo
- Dalton Trevisan, Regina Rheda e Víctor Giudice, Racconti/Cronache/Romanzi
- Ivan Junqueira, Bruno Tolentino e Paulo Leminski, Poesia
- José Atílio Vanin, Ricardo Araújo, e José Castello, Studi letterari (Saggi)
- Fulvia Moretto, Eric Nepomuceno e Augusto de Campos, Traduzione
- Mirna Pinsky, Angela Lago e Sérgio Capparelli, Letteratura infantile/giovanile
- Cristovam Buarque, Annateresa Fabris e Alcir Pecora, Scienze umanistiche (tranne lettere)
- Antonio P. Barreto/Amanda Sousa, Nelson Papavero e Maria Lea Salgado Labouriau, Scienze naturali
- Nelson Fiedler Ferrara/Carmen Cintra do Prado, Luiz de Queiroz Orsini e Cacilda Teixeira Costa, Scienze esatte e Tecnologia
- Paulo Sandroni, Stephen Charles Kanitz e José Roberto Saviani, Economia
- Rui de Oliveira, Eva Furnari e Ângela Lago, Illustrazioni
- Leonardo Gomes, Víctor Burton e Edmundo França, Copertina
- Fani Bracher, Ana Moraes e Boris Kossoy/Maria Carneiro, Miglior produzione editoriale (Libro Texto)
- Orlando Villas Boas/Cláudio Villas Boas, Zuenir Ventura e Elvis Bonassa/Fernando Rodrigues/Gustavo Krieger, Reportage
- Marilena Chaui, Boris Fausto e Maria Setubal/Beatriz Lomonaco/Isabel Brunsizian, Didattica

### 1996
- Ivan Ângelo, Rodrigo Lacerda e Carlos Heitor Cony, Romanzo
- Lygia Fagundes Telles, Rubem Fonseca e Caio Fernando Abreu, Racconti
- Leonardo Fróes, Renata Pallottini e Dora Ferreira da Silva, Poesia
- Florestan Fernandes, Ruy Castro, e Maria Eugênia Boaventura, Saggio
- Sophia Angelides, Paulo César Souza e José Paulo Paes, Traduzione
- Graziela Bozano Hetzel, Alberto Martins e Darcy Ribeiro, Letteratura infantile/giovanile
- Jurandir Freire Costa, Nachman Falbel, Isabel Maria Loureiro e Octávio Ianni, Scienze umanistiche
- C. Cohen/M. Segre (orgs), José Martins Filho e Carlos Augusto Monteiro (org), Scienze naturali e Medicina
- Elon Lages Lim, André K. T. Assis e Humberto de Campos (apres), Scienze esatte e Tecnologia
- Eduardo Giannetti da Fonseca, Sebastião C. Velasco e Cruz e Ferraz/Kupper/Haguenauer, Economia
- Rogério Borges, Helena Alexandrino e Rita Espechit, Illustrazione di libro infantile/giovanile
- Roberto de Vicq Cumptich, Alfredo Ceschiatti e Víctor Burton, Copertina
- Virgínia S. Araújo, José Bantim Duarte e Frederico Nasser, Produzione Editoriale
- Domingos Meirelles, Alex Ribeiro e Modesto Carvalhosa (coord), Reportage
- Celso P. Luft/Maria H. Corrêa, Douglas Tufano e GEPEC, Didattica

### 1997
- João Gilberto Noll, Fausto Wolff, Flávio Moreira da Costa e Luiz Alfredo Garcia-Roza, Romanzo
- Marina Colasanti, Silviano Santiago e Antônio Carlos Villaça, Racconti
- Waly Salomão, Thiago de Mello, Carlos Drummond de Andrade, Cecília Meireles e A. B. Mendes Cadaxa, Poesia
- Florestan Fernandes, Ruy Castro, e Maria Eugênia Boaventura, Saggio
- Décio Pignatari, Mário Pontes e Mário Laranjeira, Traduzione
- Ana Maria Machado, Lygia Bojunga Nunes e José Paulo Paes, Letteratura infantile/giovanile
- Hilário Franco Junior, Milton Santos e Aziz Nacib Ab'Sáber, Scienze umanistiche
- Oswaldo Paulo Forattini, Seizi Oga e Veronesi/Focaccia, Scienze naturali y Medicina
- Vidossich/Furlan, Josif Frenkel e Amilcar Baiardi, Scienze esatte, Tecnología e Informatica
- Roberto Campos, Gesner Oliveira, Francisco Gomes Matos e Bernardo Kucinski, Economia
- Roger Mello, Helena Alexandrino e Mariana Massarani, Illustrazione di libro infantile/giovanile
- Douglas Canjani (dos publ) e Vande Rotta Gomide, Copertina
- Víctor Burton, Alexandre Dorea Ribeiro e Marcos da Veiga Pereira, Produzione Editoriale
- Luciana Hidalgo, Marco Antônio Uchôa e José Arbex Junior/C. J. Tognolli, Reportage
- Ruth Rocha/Anna Flora, G. Giovannetti/M. Lacerda, Jurandir L. S. Ross (org) e Maria Lúcia de Magalhães, Didattica

### 1998
- Carlos Heitor Cony, Márcio Souza e Sérgio Sant'Anna, Romanzo
- Raduan Nassar, Flávio Moreira da Costa e João Silvério Trevisan, Racconti y Cronache
- Alberto da Costa e Silva, Reynaldo Valinho Alvarez e Marly de Oliveira, Poesia
- Marcelo Gleiser, Sacchetta/Azevedo/Camargos e Joaci Pereira Furtado, Saggio y Biografia
- José Paulo Paes, Rodolfo Ilari e Sebastião Uchoa Leite, Traduzione
- Nilma Gonçalves Lacerda, Katia Canton/Maria Tereza Louro e Luciana Sandroni, Letteratura infantile/giovanile
- Laura M. Souza/Luiz F. Alencastro, Mary Del Priore (org) e Boris Fausto, Scienze umanistiche
- Raimundo N. Queiroz de Leão, Embrapa e Helmut Sick, Scienze naturali y Medicina
- Silvio R. A. Salinas, Walter F. Wreszinski e Gilberto G. Garbi, Scienze esatte, Tecnología e Informatica
- Antonio Dias Leite, Maria da Conceição Tavares/José Luís Fiori (org) e Jacques Marcovitch, Economia
- Cia das Letrinhas, Eva Furnari e Ziraldo Alves Pinto, Illustrazione di libro infantile/giovanile
- Marcelo Mário, Claudia Warrak e Mariana Fix/Pedro Arantes, Copertina
- Donaldson Garschagen, Marcos da Veiga Pereira e Alexandre Dorea Ribeiro, Produzione Editoriale
- George Sanguinetti Fellows, Sérgio Vilas Boas e Sebastião Salgado, Reportage
- Gilberto Dimenstein, Ana P. Laroca/Maria Helena Passador e Silvio Gallo (coord), Didattica

### 1999
- Carlos Nascimento Silva, Sônia Coutinho e Modesto Carone, Romanzo
- Charles Kiefer, Rubens Figueiredo e João Inácio Padilha, Racconti e Cronache
- Haroldo de Campos, Gerardo Melo Mourão e Salgado Maranhão, Poesia
- Editora Globo, Ivo Barroso e Víctor Burton, Traduzione
- Ricardo Azevedo (duas publ) e Lourenço Cazarré, Letteratura infantile/giovanile
- Eduardo Bueno, Hilário Franco Junior e Novais/Sevcenko/Schwarcz, Scienze umanistiche
- Alfredo K. Oyama Homma, Pedro L. B. Lisboa e Lacaz/Porto/Vaccari/Melo, Scienze naturali e Medicina
- Márcia Helena Mendes Ferraz, Herch Moysés Nussenzveig e Sônia Pitta Coelho/Francisco César Polcino Milies, Scienze esatte, Tecnología e Informatica
- Paul Singer, Josué Rios e Celso Furtado, Economia
- Roger Mello, Demóstenes Vargas e Roberto Weigand, Illustrazione di libro infantile/giovanile
- Marina Nakada/Sidney Itto, Helga Miethke e Víctor Burton, Copertina
- Paulo Malta, Lena Bergstein e Elisa Braga, Produzione Editoriale
- Simonetta Persichett, Luiz Maklouf Carvalho e Alberto Guzik, Reportage
- William Roberto Cereja/Thereza Cochar Magalhães, Jayme Brener e Maria Almeida/Zuleika Prado, Didattica

### 2000
- Moacyr Scliar, Flávio Aguiar e Carlos Heitor Cony, Romanzo
- Raimundo Carrero, Marçal Aquino e Ignacio de Loyola Brandão, Racconti y Cronache
- Thiago de Mello, Moacyr Félix e Ferreira Gullar, Poesia
- Alfredo Bosi, Ivan Teixeira e Evaldo Cabral de Mello, Saggio y Biografia
- Boris Schnaiderman/Nelson Ascher, Italo Eugênio Mauro e Marcos de Castro, Traduzione
- José Paulo Paes, Ângela Lago e Ana Maria Machado, Letteratura infantile/giovanile
- Marilena Chaui, Guita Grin Debert e Boris Fausto (org), Scienze umanistiche y Educación
- Luis Rey, M. Batlouni/J. Ramires e N. Ghorayeb/T. Barros, Scienze naturali y Salud
- Herch Moysés Nussenzveig (org), T. Quirino/L. Irias/J. Wright e Walter J. Maciel, Scienze esatte, Tecnología e Informatica
- Luiz Fernando da S. Pinto, F. Gianbiagi/A. C. Alem e Paulo Sandroni (org), Economia
- Nilton Bonder, Luiz Carlos Susin (org) e João Evangelista M. Terra, Religione
- Diniz/Marilu/Sávia/Ângela/Martha Raquel Coelho e Marilda Castanha, Illustrazione di libro infantile/giovanile
- Daniela Fechheimer, Elias Ramos e Adriana Moreno, Copertina
- Sônia Fonseca, Alexandre Dórea Ribeiro e Marcos da Veiga Pereira, Produzione Editoriale
- Drauzio Varella, Flávio Tavares e Mário Sérgio Conti, Reportage
- Montellato/Cabrini/Catelli, Maria Gonçalves (coord) e Sette/Paulino/Starling, Didattica
- Menalton Braff, Libro dell'anno (fiction)

### 2001
- Milton Hatoum, Patrícia Melo e Domingos Pellegrini, Romanzo
- Mario Pontes, Rodolfo Konder e Lygia Fagundes Telles, Racconti y Cronache
- Anderson Braga Horta, Lêdo Ivo e Alberto da Costa e Silva, Poesia
- Ronaldo Rogério de Freitas Mourão, Renato Janine Ribeiro e Marcos Antonio de Moraes (org), Saggio y Biografia
- Rûmi, Sófocles e François Villon, Traduzione
- Nelson Cruz, Ricardo da Cunha Lima e Ângela Lago, Letteratura infantile/giovanile
- Boaventura de Sousa Santos, Marcelo Lopes de Souza e Leonardo Affonso de Miranda Pereira, Scienze umanistiche
- Francisco José Becker Reifschneider (org), Antonio Tadeu/Maria Olivia/Nelson Ribeiro e Orestes Vicente Forlenza/Paulo Caramelli, Scienze naturali
- Amâncio Friaça/Elisabete Dal Pino/Laerte Sodré/Vera Pereira (org), Lineu Bélico dos Reis/Semida Silveira (org) e Augusto Carlos de Vasconcelos, Scienze esatte
- Antônio Corrêa de Lacerda (org), Reinaldo Gonçalves e Luiz Fernando da Silva Pinto, Economia
- Paulo Bonfatti, Leila Amaral e Antonio Magalhães, Religione
- Raquel Coelho, Marcelo Xavier e Angela Lago, Illustrazione infantile
- Nair de Paula Soares, Víctor Burton e João Baptista de Aguiar, Copertina
- Ricardo Assis, Editora Nova Fronteira e Lélia W. Salgado, Produzione Editoriale
- Carlos Cartaxo, Fernando Morais e José Carlos Blat/Sérgio Saraiva, Reportage
- Valdemar Vello/Mônica Colucci, Editora Scipione e UnB, Didattica Enseñanza Fundamental

### 2002
- Manoel de Barros, Libro dell'anno (fiction)
- Ruth Rocha/Anna Flora, Libro dell'anno (non fiction)
- Rubens Figueiredo, Romanzo
- Fernando Sabino, Racconti e Cronache
- Claudia Roquette-Pinto, Poesia
- José Paulo Paes, Poesia - Categoria speciale
- Haroldo de Campos, Traduzione
- Roger Mello, Letteratura infantile/giovanile
- Lucia Santaella, Teoria letteraria/Linguistica
- István Jancsò/Iris Kantor (org), Scienze umanistiche
- Tânia Ferreira, Educazione e Psicologia
- Sergio Dario Seibel/Alfredo Toscano Jr., Scienze naturali e della salute
- Marcelo Gleiser, Scienze esatte, Tecnología e Informatica
- Marcio Pochmann, Economia
- Roger Mello, Illustrazione infantile/giovanile
- Raul Loureiro, Copertina
- Víctor Burton, Produzione Editoriale
- Claudio Bojunga, Reportage e Biografia
- Armênio Uzunian/Ernesto Birner, Didattica

### 2003
- Arthur Nestrovski, Libro dell'anno (fiction)
- João Paulo Capobianco (coord), Libro dell'anno (non fiction)
- Ana Miranda, Romanzo
- Rubem Fonseca, Racconti y Cronache
- Bruno Tolentino, Poesia
- Jacques Vissoky, Premio Unión Latina-CBL de Traduzione Científica y Técnica
- Arthur Nestrovski, Letteratura infantile/giovanile
- Susana Kampff Lages, Teoría Literária Lingüística
- Alberto da Costa e Silva, Scienze umanistiche
- Leonardo Posternak, Educazione e Psicologia
- João Paulo Capobianco (coord), Scienze naturali y de la Salud
- Luiz Bruner de Miranda/Belmiro Mendes de Castro/Björn Kjerfve, Scienze esatte, Tecnologia e Informatica
- João Paulo dos Reis Velloso (coord), Economia
- Graça Lima/Mariana Massarani, Illustrazione infantile/giovanile
- Paula Astiz, Copertina
- Raul Loureiro, Progetto/Produzione editoriale
- José Inacio de Melo Souza, Reportage e Biografia
- Luciana Salles Worms/Wellington Borges Costa, Didattica de Enseñanza Fundamental/Media
- Sérgio Kobayashi/Expedição Vaga-Lume, Premio Amigo del Libro

### 2004
- Donaldo Schuller, Traduzione
- Pós Imagem Design, Architettura e Urbanismo, Comunicazione e Arte
- Maria Apparecida Bussolotti (org.), Teoría/Crítica Literaria
- Carlito Carvalhosa, Arnaldo Antunes e Marcia Xavier, Progetto/Produzione editoriale
- Ivan Zigg, Illustrazione di libro infantile/giovanile
- José Rodrigues de Carvalho Netto, Economia
- Vera Masagão Ribeiro, Educazione e Psicologia
- Caco Barcellos, Reportage e Biografia
- Nereide Schilaro Santa Rosa, Didattica o ParaDidattica de Enseñanza Fundamental o Media
- Vera Rosenthal, Copertina
- Alexei Bueno, Poesia
- Francisco de Oliveira, Scienze umanistiche
- Oswaldo Pessoa Júnior, Scienze esatte, Tecnología e Informatica
- Protásio da Luz, Francisco Laurindo e Antônio Chagas, Scienze naturali y de la Salud
- Sérgio Sant’Anna, Racconti e Cronache
- Marco Túlio Costa, Letteratura infantile/giovanile
- Bernardo Carvalho, Romanzo
- Caco Barcellos, Libro dell'anno (non fiction)
- Chico Buarque, Libro dell'anno (fiction)

### 2005
- Ivan Junqueira, Traduzione
- João Candido Portinari e Projeto Portinari, Architettura e Urbanismo, Comunicazione e Arte
- Marli Fantini, Teoria/Critica letteraria
- Beth Kok, Progetto/Produzione editoriale
- Roger Mello, Illustrazione di libro infantile/giovanile
- Francisco Alberto Madia de Sousa, Scienze esatte, Tecnologia, Informatica, Economia
- Gustavo Ioschpe, Educazione e Psicologia
- Klester Cavalcanti, Reportage e Biografia
- Charles Feitosa, Didattica
- Víctor Burton, Copertina
- Dora Ferreira da Silva, Poesia
- Aziz Nacib Ab'Saber, Scienze umanistiche
- Luis Mir (org), Scienze naturali e della salute
- Alcione Araújo, Racconti e Cronache
- Nélida Piñon, Romanzo
- Ângela Lago, Letteratura infantile
- Sérgio Caparelli, Letteratura giovanile
- Francisco Alberto Madia de Sousa, Libro dell'anno (non fiction)
- Nélida Piñon, Libro dell'anno (fiction)

### 2006
- Mamede Mustafa Jarouche, Traduzione
- Nubia Melhem Santos, Maria Isabel Lenzi e Cláudio Figueiredo, Architettura e Urbanismo, Comunicazione e Arte
- Márcio Seligmann-Silva, Teoria/Critica letteraria
- Antonio Gilberto Costa (Org.) / New Design, Progetto/Produzione editoriale
- Eva Furnari, Illustrazione di libro infantile/giovanile
- Heleno Bolfarine e Wilton O. Bussab, Scienze esatte, Tecnologia, Informatica
- Tales Am Ab Sáber, Educazione e Psicologia
- Taís Morais e Eumano Silva, Reportage
- Cenpec - Centro de Estudos e Pesquisas em Educação, Cultura e Ação Comunitária, Didattica
- Eduardo Felipe P. Matias, Economia
- Ruy Castro, Biografia
- Elaine Ramos, Copertina
- Affonso Romano de Sant`Anna, Poesia
- Domingos Meirelles, Scienze umanistiche
- Fernando Nobre; Carlos V. Serrano Jr., Scienze naturali e della salute
- Marcelino Freire, Racconti e Cronache
- Gabriel O Pensador, Letteratura infantile
- Jorge Miguel Marinho, Letteratura giovanile
- Milton Hatoum, Romanzo
- Milton Hatoum, Libro dell'anno (fiction)
- Ruy Castro, Libro dell'anno (non fiction)

### 2007
- Élide Valarini Oliver, Traduzione
- Chico Homem de Melo, Architettura e Urbanismo, Comunicazione e Arte
- Luiz Costa Lima, Teoria/Critica letteraria
- Patrícia Rezende e Valquíria Rabelo, Progetto/Produzione editoriale
- Fernando Vilela, Illustrazione di libro infantile/giovanile
- Flávio Soares Corrêa da Silva, Marcelo Finger e Ana Cristina Vieira de Melo, Scienze esatte, Tecnologia, Informatica
- Yves de La Taille, Educazione e Psicologia
- Eliane Brum, Reportage
- Mariana de Mello e Souza, Didattica
- Fernando José Cardim de Carvalho e João Sabóia, Economia
- José Lira, Biografia
- Elisa Cardoso e Kiko Farkas, Copertina
- Affonso Ávila, Poesia
- Ivana Jinkings e Emir Sader, Scienze umanistiche
- Antônio Carlos Lopes, Scienze naturali e della salute
- Ferreira Gullar, Racconti e Cronache
- Fernando Vilela, Letteratura infantile
- Leonardo Brasiliense, Letteratura giovanile
- Carlos Nascimento Silva, Romanzo
- Ferreira Gullar, Libro dell'anno (fiction)
- Ivana Jinkings e Emir Sader, Libro dell'anno (non fiction)

### 2008
- Joaquim Brasil Fontes, Traduzione
- Paulo Cezar Alves Goulart e Ricardo Mendes, Architettura e Urbanismo, Comunicazione e Arte
- Leda Tenório da Motta, Teoria/Critica letteraria
- Marcelo Aflalo, Progetto/Produzione editoriale
- Mariana Massarani, Illustrazione di libro infantile/giovanile
- Mario Otavio Batalha, Scienze esatte, Tecnologia, Informatica
- Dermeval Saviani, Educazione e Psicologia
- Laurentino Gomes, Reportage
- Fábio Moon e Gabriel Sá, Didattica
- Jacques Marcovitch, Economia
- Eurico Marcos Diniz de Santi, Diritto
- José Murilo de Carvalho, Biografia
- Moema Cavalcanti, Copertina
- Ivan Junqueira, Poesia
- Schuma Schumaher e Érico Vital Brazil, Scienze umanistiche
- Sergio Kignel, Scienze naturali e della salute
- Vera do Val, Racconti e Cronache
- Bartolomeu Campos de Queirós, Letteratura infantile
- Joel Rufino dos Santos, Letteratura giovanile
- Cristovão Tezza, Romanzo
- Ignácio de Loyola Brandão, Libro dell'anno (fiction)
- Laurentino Gomes, Libro dell'anno (non fiction)

### 2009
- Marise Moassab Curioni, Traduzione
- Pedro Corrêa do Lago e Bia Corrêa do Lago, Architettura e Urbanismo, Comunicazione e Arte
- Marisa Lajolo e João Luís Ceccantini, Teoria/Critica letteraria
- Marcelo Drummond e Marconi Drummond, Progetto/Produzione editoriale
- Odilon Moraes, Illustrazione di libro infantile/giovanile
- Ervim Lenzi e Luzia Otilia Bortotti Favero, Scienze esatte, Tecnologia, Informatica
- Roberto Gambini, Educazione e Psicologia
- Vanessa Barbara, Reportage
- Nei Lopes, Didattica
- Maria Luisa Mendes Teixeira, Economia
- Rosa Maria de Andrade Nery, Diritto
- Lilian Moritz, Biografia
- Luciana Faccini, Copertina
- Alice Ruiz, Poesia
- Adriana Lopes e Carlos Guilherme Mota, Scienze umanistiche
- Marcia Ramos e Silva e Maria Cristina Ribeiro de Castro, Scienze naturali e della salute
- Fabiano Carpinejar, Racconti e Cronache
- Braulio Tavares, Letteratura infantile
- Rodrigo Lacerda, Letteratura giovanile
- Moacyr Scliar, Romanzo
- André Talles e Rodrigo Lacerda, Traduzione opera letteraria spagnolo-portoghese
- Moacyr Scliar, Libro dell'anno (fiction)
- Marisa Lajolo e João Luís Ceccantini, Libro dell'anno (non fiction)

### 2010
- Mamede Mustafa Jarouche, Traduzione
- Pedro Corrêa do Lago, Architettura e Urbanismo, Fotografia, Comunicazione e Arte
- Benedito Nunes, Teoria/Critica letteraria
- Carinal Flexor e Renata Kalid, Progetto grafico
- Paulo Rea, Illustrazione di libro infantile/giovanile
- Marcus Vinícius Midena Ramos, João José Neto e Ítalo Santiago Veja, Scienze esatte, Tecnologia, Informatica
- Maria Rita Kehl, Educazione, Psicologia e Psicanalisi
- Ruy Castro, Reportage
- Walter Fraga e Wlamyra R. de Albuquerque, Didattica e Paradidattica
- Nadya Araújo Guimarães, Helena Hirata e Kurumi Sugita, Economia, Amministrazione e Business
- Dalmo de Abreu Dallari, Diritto
- Ricardo Alexandre, Biografia
- retina78, Copertina
- Marina Colasanti, Poesia
- Lucio Kowarick, Scienze umanistiche
- Arruda Martins, Flair José Carrilho, Venâncio Avancini Ferreira Alves, Euclides Ayres de Castilho, Giovanni Guido Cerri e Chão lung Wen, Scienze naturali e della salute
- José Rezende Jr., Racconti e Cronache
- Nelson Cruz, Letteratura infantile
- Ondjaki, Letteratura giovanile
- Edney Silvestre, Romanzo
- Bernardo Ajzenberg, Traduzione opera letteraria spagnolo-portoghese
- Chico Buarque de Hollanda, Libro dell'anno (fiction)
- Maria Rita Kehl, Libro dell'anno (non fiction)

### 2011
- Manu Maltez, Illustrazione
- Marco Syrayama de Pinto, Traduzione
- Nestor Goularte Reis, Architettura e Urbanismo
- Germano Pereira, Arte
- Marcos Antonio de Moraes, Teoria/Critica letteraria
- Geraldo Casteli, Turismo e accoglienza
- Karyn Mathuiy, Progetto grafico
- Silvana Rando, Illustrazione di libro infantile/giovanile
- Elias Knobel, Ana Lúcia Martins da Silva, Paola Bruno de Araújo Andreoli, Psicologia e Psicanalisi
- Simone Gonçalves de Assis, Patrícia Constantino e Joviana Quintes Avanci, Educazione
- Luiz Claudio Marigo, Fotografia
- Rosa Belluzzo, Gastronomia
- Laurentino Gomes, Reportage
- Ruth Rocha e Anna Flora, Didattica e Paradidattica
- Moacir de Miranda Oliveira Junior, Economia, Amministrazione e Business
- Norma Sueli Padilha, Diritto
- Sergio Britto, Biografia
- João Baptista da Costa Aguiar, Copertina
- Ferreira Gullar, Poesia
- Olival Freire Jr., Osvaldo Pessoa Jr. e Joan Lisa Bromberg, Scienze esatte
- Aloisio Calbazar, Scienze umanistiche
- Luís Augusto Barbosa Cortez, Scienze naturali
- Marcelo Averbach e Sociedade Brasileira de Endoscopia Digestiva, Scienze della salute
- Anibal Bragança e Marcia Abreu, Comunicazione
- Dalton Trevisan, Racconti e Cronache
- André Neves, Letteratura infantile
- Marina Colasanti, Letteratura giovanile
- José Castello, Romanzo
- Fredric M. Litto, Tecnologia e informatica
- Ferreira Gullar, Libro dell'anno (fiction)
- Laurentino Gomes, Libro dell'anno (non fiction)
- Gilberto Freyre – in memoriam

### 2012
- Stella Maris Rezende, Libro dell’anno (fiction)
- Miriam Leitão, Libro dell’anno (non fiction)
- Leonardo Iaccarino, Copertina
- Ferreira Gullar, Illustrazione
- Marilda Castanha, Illustrazione libro infantile/giovanile
- Fernando Serapião, Architettura e urbanismo
- Weydson Barros Leal, Arte
- José Paulo Cavalcanti Filho, Biografia
- Cícero Dias – in memoriam
- André Koch Torres Assis e João Paulo Martins De Castro Chaib, Scienze esatte
- Tâmis Parron, Scienze umanistiche
- Luiz Fernando Ferreira, Karl Jan Reinhard e Adauto Araújo, Scienze naturali
- Eurípedes Constantino Miguel, Valentim Gentil, Wagner Farid Gattaz, Scienze della salute
- Marisa Midori Deaecto, Comunicazione
- Sidney Rocha, Racconti e cronache
- Áureo Gomes Monteiro Junior, Celia Cunico, Marcia Porto e Rogerio Coelho, Didattica e paradidattica
- Antonio Jorge Pereira Júnior, Diritto
- Claudia Simone Antonello e Arilda Schmidt Godoy, Economia, Amministrazione e Business
- Maria do Rosário Longo Mortatti, Educazione
- Leo Drumond, Fotografia
- Mara Salles, Gastronomia
- Biagio D'Angelo, Letteratura infantile
- Stella Maris Rezende, Letteratura giovanile
- Maria Lúcia Dal Farra, Poesia
- Christian Ingo Lenz Dunker, Psicologia e Psicanalisi
- Miriam Leitão, Reportage
- Oscar Nakasato, Romanzo
- Katti Faceli, Ana Carolina, João Gama, Andre Carlos Ponce, Tecnologia e Informatica
- Ricardo Souza de Carvalho, Teoria / Critica letteraria
- Paulo de Assunção, Turismo e ospitalità
- Chico Homem de Melo e Elaine Ramos Coimbra, Progetto grafico
- Trajano Vieira, Traduzione

### 2013
- Luis Fernando Veríssimo, Libro dell’anno (fiction)
- Audálio Dantas, Libro dell’anno (non fiction)
- Retina78, Copertina
- Elvira Vigna, Illustrazione
- André Neves, Illustrazione libro infantile/giovanile
- Benedito Lima de Toledo, Architettura e urbanismo
- Carlos Eugênio Marcondes de Moura, Arte e fotografia
- Mário Magalhães, Biografia
- Luiz Roberto Terron, Scienze esatte
- Adauto Novaes, Scienze umanistiche
- José Alves de Siqueira Filho, Scienze naturali
- Gustavo Gusso e José Mauro Ceratti Lopes, Scienze della salute
- José Marques de Melo, Comunicazione
- Luis Fernando Veríssimo, Racconti e cronache
- Renata Bueno, Didattica e paradidattica
- Ana Maria de Oliveira Nusdeo, Diritto
- Edmar Bacha, Economia, Amministrazione e Business
- Bruno Taranto Malheiros, Educazione
- Carlos A. Andreotti, Gastronomia
- Socorro Acioli, Letteratura infantile
- Aldri Anunciação, Letteratura giovanile
- Ademir Assunção, Poesia
- Joel Birman, Psicologia e Psicanalisi
- Audálio Dantas, Reportage
- Evandro Affonso Ferreira, Romanzo
- Luiz Costa Lima, Teoria / Critica letteraria
- Edu Hirama, Progetto grafico
- Caetano Waldrigues Galindo, Traduzione
- Luis S. Krausz, Traduzione tedesco-portoghese

### 2014
- Marina Colasanti, Libro dell’anno (fiction)
- Laurentino Gomes, Libro dell’anno (non fiction)
- Edson Lemos, Copertina
- Meire de Oliveira, Illustrazione
- Renato Moriconi, Illustrazione libro infantile/giovanile
- Nestor Goulart Reis Filho, Architettura e urbanismo
- José Carlos Serroni, Arte e fotografia
- Lira Neto, Biografia
- Henrique Eisi Toma, Scienze esatte, tecnologia e informatica
- Júnia Ferreira Furtado, Scienze umanistiche
- Gustavo Martinelli e Miguel Avila Moraes, Scienze naturali
- Paulo Marcelo Gehm Hoff, Scienze della salute
- Carolina Matos, Comunicazione
- Rubem Fonseca, Racconti e cronache
- Claudio Fragata e Raquel Matsushita, Didattica e paradidattica
- José Rodrigo Rodriguez, Diritto
- André Lara Resende, Economia, Amministrazione e Business
- Cristina B F Lacerda e Lara F Santos, Educazione
- Guta Chaves, Dolores Freixa e Rodrigo Ferraz, Gastronomia
- Marina Colasanti, Letteratura infantile
- Ricardo Azevedo, Letteratura giovanile
- Horácio Costa, Poesia
- Tania Rivera, Psicologia e Psicanalisi
- Laurentino Gomes, Reportage
- Bernardo Carvalho, Romanzo
- Jorge Schwartz, Teoria / Critica letteraria
- Elaine Ramos; Nathalia Cury; Zansky, Progetto grafico
- Guilherme Gontijo Flores, Traduzione
- Alípio Correia de Franca Neto, Traduzione inglese-portoghese

### 2015
- Maria Valéria Rezende, Libro dell’anno (fiction)
- Marcelo Godoy, Libro dell’anno (non fiction)
- Carolina Aires Sucheuski, Copertina
- Claudius Ceccon, Illustrazione
- Anabella López, Illustrazione libro infantile/giovanile
- Jocy de Oliveira, Architettura e urbanismo
- José Carlos Serroni, Arte e fotografia
- Daniel Aarão Reis, Biografia
- Henrique Eisi Toma, Scienze esatte, tecnologia e informatica
- João Fragoso e Maria de Fátima Gouvêa, Scienze umanistiche
- Gustavo Martinelli e Miguel Avila Moraes, Scienze naturali
- Leonardo Caixeta, Scienze della salute
- Renato Fonseca Alves de Andrade, Comunicazione
- Carol Rodrigues, Racconti e cronache
- Vivian Caroline Lopes, Didattica e paradidattica
- Ada Pellegrini Grinover, Gregório Assagra de Almeida, Miracy Gustin, Paulo Cesar Vicente de Lima, Rodrigo Iennaco, Diritto
- Pedro Henrique Pedreira Campos, Economia, Amministrazione e Business
- Arlindo Philippi Jr e Valdir Fernandes, Educazione
- Ricardo Maranhão, Gastronomia
- Luiz Ruffato, Letteratura infantile
- Mario Teixeira, Letteratura giovanile
- Alexandre Guarnieri, Poesia
- Renato Mezan, Psicologia e Psicanalisi
- Marcelo Godoy, Reportage
- Maria Valéria Rezende, Romanzo
- Roberto Acízelo de Souza, Teoria / Critica letteraria
- Ana Luisa Escorel; Ouro Sobre Azul, Progetto grafico
- J. Guinsburg, Newton Cunha e Roberto Romano, Traduzione
- Alípio Correia de Franca Neto, Traduzione inglese-portoghese

### 2016
- Julián Fuks, Libro dell’anno (fiction)
- Nei Lopes e Luiz Antonio Simas / Eduardo Jardim, Libro dell’anno (non fiction)
- Alceu Chiesorin Nunes, Copertina
- Vânia Mignone, Illustrazione
- Anabella López, Illustrazione libro infantile/giovanile
- Lilia Moritz Schwarcz e Adriano Pedrosa, Architettura, Urbanismo, Arte e Fotografia
- Eduardo Jardim, Biografia
- Henrique Eisi Toma, Scienze esatte, tecnologia e informatica
- Angela Alonso, Scienze umanistiche
- Luiz Marques, Scienze naturali
- Mario G. Siqueira, Scienze della salute
- Carlos Sandano, Comunicazione
- Natalia Borges Polesso, Racconti e cronache
- Carla Caruso e May Shuravel, Didattica e paradidattica
- Bruno Nubens Barbosa, Diritto
- André Lara Resende, Economia, Amministrazione e Business
- Ana Mae Barbosa, Educazione
- Nina Horta, Gastronomia
- Roger Mello, Letteratura infantile
- Judith Nogueira, Letteratura giovanile
- Arnaldo Antunes, Poesia
- Cleyton Andrade, Psicologia e Psicanalisi
- Daniela Arbex, Reportage
- Julián Fuks, Romanzo
- Nei Lopes e Luiz Antonio Simas, Teoria / Critica letteraria
- Negrito Produção Editorial, Progetto grafico
- Lawrence Flores Pereira, Traduzione
- Rodrigo Lacerda, Traduzione inglese-portoghese

### 2017
- Silviano Santiago, Libro dell’anno (fiction)
- Magda Soares, Libro dell’anno (non fiction)
- Walcyr Carrasco, Adattamento
- Paula Ramos, Architettura, Urbanismo, Arte e Fotografia
- Caio Prado Júnior, Biografia
- Casa Rex / Gustavo Piqueira, Copertina
- Claudio Angelo, Scienze naturali, Ambiente e Matematica
- Debora Diniz, Scienze della salute
- Marilena Chaui, Scienze umanistiche
- Plinio Martins Filho, Comunicazione
- Ignácio de Loyola Brandão, Racconti e Cronache
- Eduardo D'Amorim, Didattica e paradidattica
- Luiz Guilherme Marinoni, Diritto
- Felipe Salto e Mansueto Almeida, Economia, Amministrazione, Business, Turismo, Ospitalità
- Magda Soares, Educazione e Pedagogia
- Henrique Eisi Toma, Delmárcio Gomes da Silva e Ulisses Condomitti, Ingegneria, Tecnologia e Informatica
- Moreno Saraiva Martins, Carlos Sanuma, Joana Autuori, Keisuke Tokimoto, Lukas Raimundo Sanuma, Marinaldo Sanuma, Nelson Menolli Jr., Noemia Kazue Ishikawa, Oscar Ipoko Sanuma, Resende Maxiba Apiamö, Gastronomia
- Gidalti Oliveira Moura Júnior, Fumetto
- Gershon Knispel, Illustrazione
- Jean-Claude Alphen, Illustrazione libro infantile/giovanile
- Eva Furnari, Letteratura infantile
- Marcelo Rubens Paiva e Alexandre Rampazo, Luis Fernando Verissimo e Willian Santiago, Fernanda Takai e Ina Carolina, Adriana Carranca e Brunna Mancuso, Antonio Prata e Caio Bucaretchi, Letteratura infantile digitale
- José Castello, Letteratura giovanile
- Raduan Nassar, Libro brasiliano pubblicato all'estero
- Simone Brantes, Poesia
- Patrícia Rezende e Valquíria Rabelo, Progetto grafico
- Miriam Debieux Rosa, Psicologia, Psicanalisi e Comportamento
- Roberta Paduan, Reportage e Documentario
- Silviano Santiago, Romanzo
- Sonia Netto Salomão, Teoria/Critica letteraria, Dizionari e Grammatiche
- Mário Luiz Frungillo, Traduzione

### 2018
- Mailson Furtado Viana, Libro dell'anno
- Maria Fernanda Elias Maglio, Racconto
- Rubem Braga, André Seffrin e Gustavo Henrique Tuna, Cronaca
- Marcelo D'Salete, Fumetto
- Luiz Eduardo Anelli e Rodolfo Nogueira, Letteratura infantile e giovanile
- Mailson Furtado Viana, Poesia
- Carol Bensimon, Romanzo
- Fábio Bonillo / Geraldo Holanda Cavalcanti, Traduzione
- Dib Carneiro Neto e Rodrigo Louçana Audi, Arti
- Claudio Bojunga, Biografia
- Adalberto Ramon Valderrama Gerbasi, Scienze
- Didier Dias de Moraes, Economia creativa
- Fernando Gabeira, Scienze umanistiche
- Carla Fernanda Fontana, Copertina
- Nelson Cruz, Illustrazione
- Ipsis Gráfica e Editora, Stampa
- Luciana Facchini, Progetto grafico
- Ingrid Vorsatz, Formazione di nuovi lettori
- Fernanda Torres, Libro brasiliano pubblicato all'estero

### 2019
- Pedro H. G. Ferreira de Souza, Libro dell'anno
- Vilma Arêas, Racconto
- Fernanda Young, Cronaca
- Rafael Calça e Jefferson Costa, Fumetto
- Júlia Medeiros e Elisa Carareto, Letteratura infantile
- Lúcia Hiratsuka, Letteratura giovanile
- Hilda Machado, Poesia
- Tiago Ferro, Romanzo
- Vilma Eid e Germana Monte-Mór, Arte
- Joselia Aguiar, Biografia, Documentario e reportage
- Ivair Gontijo, Scienze
- Marcus Nakagawa, Economia creativa
- Pedro H. G. Ferreira de Souza, Scienze umanistiche
- Augusto Lins Soares, Copertina
- Lúcia Hiratsuka, Illustrazione
- Rodrigo Moura Visoni, Stampa
- Felipe Cavalcante, Progetto grafico
- Letícia Mei, Traduzione
- Dianne Cristine Rodrigues Melo, Promozione della lettura
- Julián Fuks, Libro brasiliano pubblicato all'estero

### 2020
- Cida Pedrosa, Libro dell'anno
- Carla Bessa, Racconto
- Nélida Piñon, Cronaca
- Wagner Willian, Fumetto
- Otávio Júnior, Letteratura infantile
- Leonardo Chalub, Letteratura giovanile
- Cida Pedrosa, Poesia
- Raphael Montes, Romanzo di intrattenimento
- Itamar Vieira Junior, Romanzo letterario
- Gabriel Zacarias, Galciani Neves, Izabela Pucu, Alexandre Pedro de Medeiros, Caroline Schroeder, Carolina de Angelis, Luise Malmaceda, Theo Monteiro, Pedro Borges, Paulo César Gomes, Paulo Miyada e Priscyla Gomes, Arte
- Laurentino Gomes, Biografia, Documentario e Reportage
- Guy Perelmuter, Scienze
- Djamila Ribeiro, Scienze umanistiche
- Edmar Bacha, José Murilo de Carvalho, Joaquim Falcão, Marcelo Trindade, Simon Schwartzman e Pedro Malan, Economia creativa
- Luisa Malzoni, Isabel Santana Terron e Beatriz Matuc, Copertina
- Jana Glatt Rozenbaum, Illustrazione
- Maria Cau Levy, Christian Salmeron, Ana David e André Stefanini, Progetto grafico
- André Vallias, Traduzione
- Julio Ludemir, Promozione della lettura
- Grupo Editorial Record e Two Lines Press, Libro brasiliano pubblicato all'estero